# Ingresso a Gerusalemme (Giotto)
L'Ingresso a Gerusalemme è un affresco (200x185 cm) di Giotto, databile al 1303-1305 circa e facente parte del ciclo della Cappella degli Scrovegni a Padova. È compresa nelle Storie di Gesù del registro centrale superiore, nella parete sinistra guardando verso l'altare.

## Descrizione e stile
Da sinistra Gesù avanza a cavallo di un asino verso le porte di Gerusalemme, seguito dagli Apostoli e andando incontro a una folla incuriosita: chi si prostra, chi accorre a vedere, chi è sorpreso, ecc. Sebbene la stesura denoti un'autografia non piena dell'episodio, la scena spicca come una delle più vivacemente naturali del ciclo, con una serie di episodi interni tratti dalla vita quotidiana, come quello dell'uomo che si copre la testa col mantello (un'azione goffa o un simbolo di chi non vuole accettare l'arrivo del Salvatore?) oppure i due fanciulli che salgono sugli alberi per staccare i rami d'ulivo da gettare al Salvatore e per vedere meglio, dettaglio derivato dalla tradizione bizantina, ma qui più realistico che mai, come già comparso nelle Storie di san Francesco ad Assisi, in particolare nella scena del Pianto delle clarisse. 
La porta urbica è la stessa che si ritrova, ruotata, nella scena dell'Andata al Calvario. 

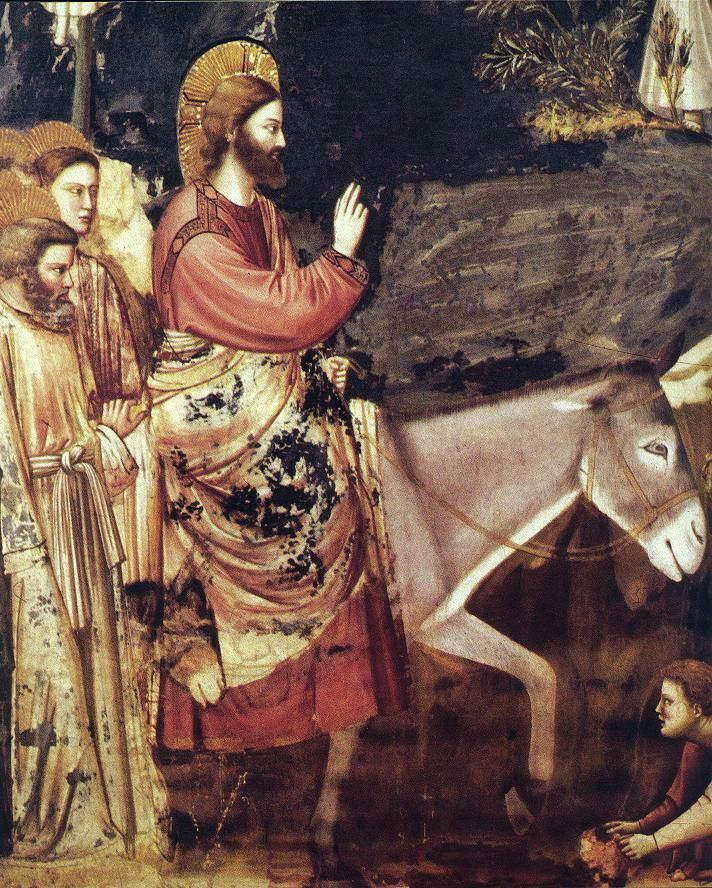
Dettaglio
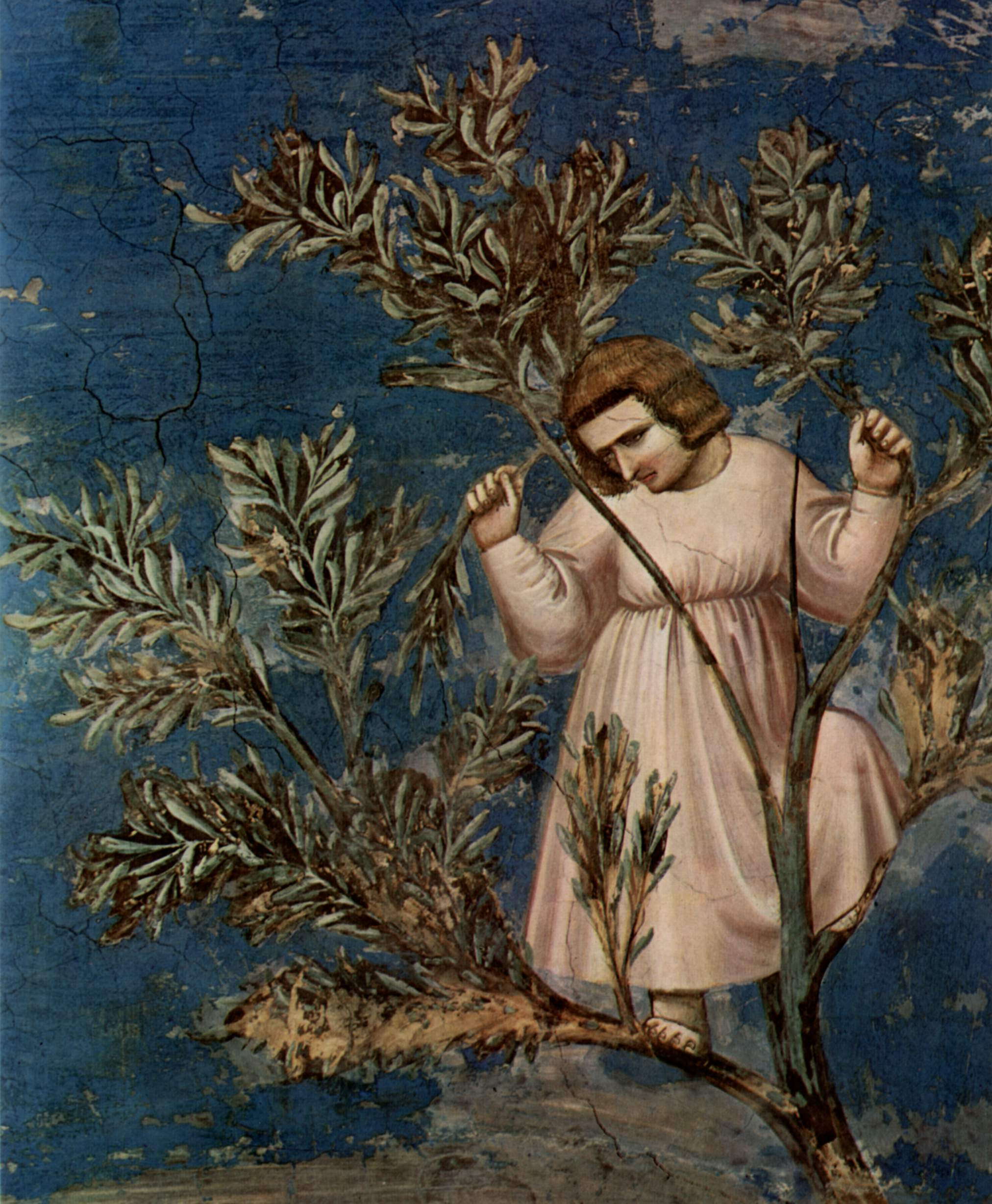
Dettaglio
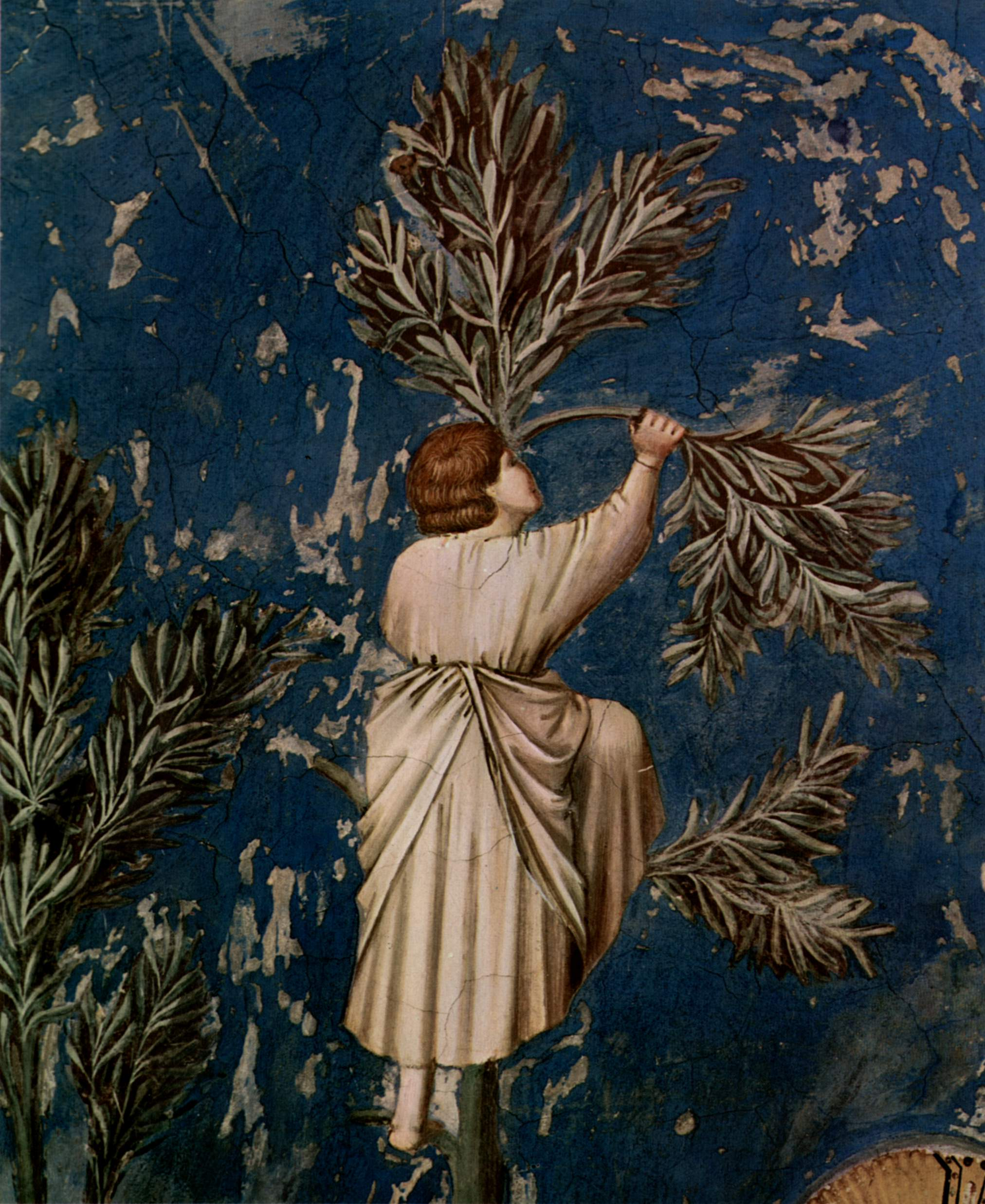
Dettaglio
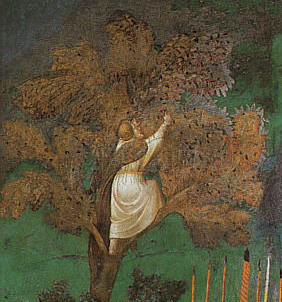
Il dettaglio simile negli affreschi di Assisi